# Ramnagar (Varanasi)
Ramnagar ist eine Stadt im indischen Bundesstaat Uttar Pradesh. Die Stadt befindet sich am Ufer des Ganges und liegt direkt gegenüber von Varanasi.
Die Stadt ist Teil des Distrikts Varanasi. Ramnagar hat den Status eines Nagar Palika Parishad. Die Stadt ist in 24 Wards gegliedert. Sie hatte am Stichtag der Volkszählung 2011 insgesamt 49.132 Einwohner, von denen 26.071 Männer und 23.061 Frauen waren. Hindus bilden mit einem Anteil von über 75 % die größte Gruppe der Bevölkerung in der Stadt gefolgt von Muslimen mit über 23 %. Die Alphabetisierungsrate lag 2011 bei 79,92 %.
Ramnagar hat eine Festung namens Ramnagar Fort, die immer noch die Residenz des Königs von Varanasi (Benares) ist.